# King of Stage
King of Stage è il primo album discografico in studio del cantante statunitense Bobby Brown, pubblicato nel 1986.

## Tracce
1. Girlfriend – 6:16 (Crumpler, Peters, White)
2. Girl Next Door – 4:08 (Blane, Martin)
3. Baby, I Wanna Tell You Something – 3:47 (Blackmon, Jenkins, Leftenant)
4. You Ain't Been Loved Right – 5:07
5. King of Stage – 5:07
6. Love Obsession – 4:43
7. Spending Time – 3:58
8. Seventeen – 4:17 (Robert Brookins, Tony Haynes)
9. Your Tender Romance –(Paul Jackson, Jr., Tony Haynes) 5:10